# Pheucticus chrysopeplus
El cardenal groc (Pheucticus chrysopeplus) és una espècie d'ocell més grossos dins de la família dels cardinàlids, i habita a Mèxic i Guatemala.
És comparativament grros en relacions a la majoria dels cardinàlids i d'altres espècies del seu gènere, perquè els individus adults superen els 20 cm. Els ulls són foscos, les potes grises i el bec triangular i gros, de color negre (més clar en les mandíbula inferior).
Com és comú en el seu gènere, les femelles posen de 2 a 5 ous de color blau pàl·lid o verdós, amb taques marrons i grises. Els nius, en forma de bol, es construeixen a altures mitjanes en arbres o arbustos.